# 彼得·维塔塞克
彼得·维塔塞克（捷克語：Petr Vitásek，1981年8月5日—），捷克男子赛艇运动员。他曾代表捷克参加世界赛艇锦标赛，获得一枚银牌。他也曾参加2004年和2008年夏季奥林匹克运动会。